# Cristo de la Vera Cruz (Las Palmas de Gran Canaria)
El  Santísimo Cristo de la Vera Cruz es una imagen de Jesús crucificado que se venera en la Parroquia matriz de San Agustín de Hipona en Las Palmas de Gran Canaria, España. Es patrono de la ciudad de Las Palmas de Gran Canaria y desde 1974 lo es de la policía local de la ciudad.

## Historia
La primitiva y única imagen que recibía culto en la antigua ermita era la del Cristo de la Vera Cruz. Se supone que fue modelada en los talleres artesanales del estado mexicano de Michoacán, empleándose para ello la médula de la caña de maíz y llevada a Gran Canaria a mitad del siglo XVI.
En palabras del cronista Domingo José Navarro Pastrana la efigie "era de cartón, bien modelada, y tenía la cabeza cubierta con cabello natural, cuyos bucles, cayendo sobre el cuello, al moverlos el aire, producían respetuoso temor". Dicha imagen, con el paso de los siglos, se deterioró de tal manera que fue necesario sustituirla. Ya en 1642, los capitulares de santa Ana recogen en sus actas que la imagen presentaba un lamentable estado de deterioro y tuvo por tanto que restaurarse.
Fue hacia 1778 cuando el ayuntamiento de Las Palmas de Gran Canaria encarga al imaginero grancanario José Luján Pérez la actual imagen del Cristo de la Vera Cruz, cuyo modelado finaliza en 1780. La imagen actual se venera en la parroquia matriz de San Agustín desde 1814 y goza de gran devoción en el barrio de Vegueta y en Las Palmas de Gran Canaria en general.

## Descripción de la imagen
El Cristo de la Vera Cruz es una bella efigie, desde la inclinación de la cabeza hasta la línea del torso que caen sobre los pies clavados y cruzados. Su perfecta anatomía, escuálida, sangrante le dan un vigor y dramatismo contenido.

## Patronazgo
Durante los siglos XVI y XVII la ciudad de Las Palmas de Gran Canaria se caracterizó por la enorme devoción al antiguo crucificado de la Vera Cruz, desde entonces fue considerado patrono de la ciudad y era costumbre sacarlo en procesión de rogativa implorando alguna gracia cuando la ciudad se encontraba en alguna necesidad. De hecho, el Cristo de la Vera Cruz fue una de las tres históricas devociones de Gran Canaria junto a la Virgen del Pino de Teror y la Virgen de la Antigua de la Catedral de Santa Ana. Eran las tres principales imágenes a las que la isla recurría en momentos de rogativas.
Así mismo, es también considerado el patrono del Ayuntamiento de esta ciudad. En 1974 fue adoptado como patrono por la Policía Local de la ciudad. Por otro lado santa Ana, venerada en la Catedral de Canarias es desde 1478, año de la fundación de la ciudad la patrona de la misma.

## Salida procesional
Sale en procesión el Viernes Santo a las 7 de la tarde acompañado por las imágenes de San Juan Evangelista obra también de José Luján Pérez y la Virgen de los Dolores llamada popularmente como La Genovesa, integrándose las tres imágenes en la procesión magna interparroquial. El cabildo de la Catedral de Canarias encabezado por el obispo de la diócesis de Canarias acompañan al Cristo durante su recorrido. En esta procesión magna participa la venerada imagen de Nuestra Señora de la Soledad de la Portería Coronada cuya imagen sale desde la parroquia de San Francisco de Asís y es recibida por el cabildo catedral encabezado por el obispo de la diócesis y el ayuntamiento en pleno y bajo mazas en la plaza de san Agustín, presidiendo el Cristo de la Vera Cruz el pórtico de la parroquia. La banda municipal toca la marcha dedicada a la Dolorosa de Las Palmas de Gran Canaria compuesta por Antonio Hanna Rivero llamada "Virgen de la Soledad".

## Otros datos
El Cristo de la Vera Cruz es para la ciudad de Las Palmas de Gran Canaria una devoción homónima del culto del Señor de las Tribulaciones en Santa Cruz de Tenerife, puesto que ambos representan las dos principales devociones de Cristo de ambas capitales canarias. El Cristo de la Vera Cruz como patrono de la ciudad de Las Palmas de Gran Canaria, y el Señor de las Tribulaciones bajo el título de Señor de Santa Cruz en la ciudad de Santa Cruz de Tenerife.